# Torralba de los Sisones
Torralba de los Sisones è un comune spagnolo di 231 abitanti situato nella comunità autonoma dell'Aragona.